# مرغ بهشتی شاهی

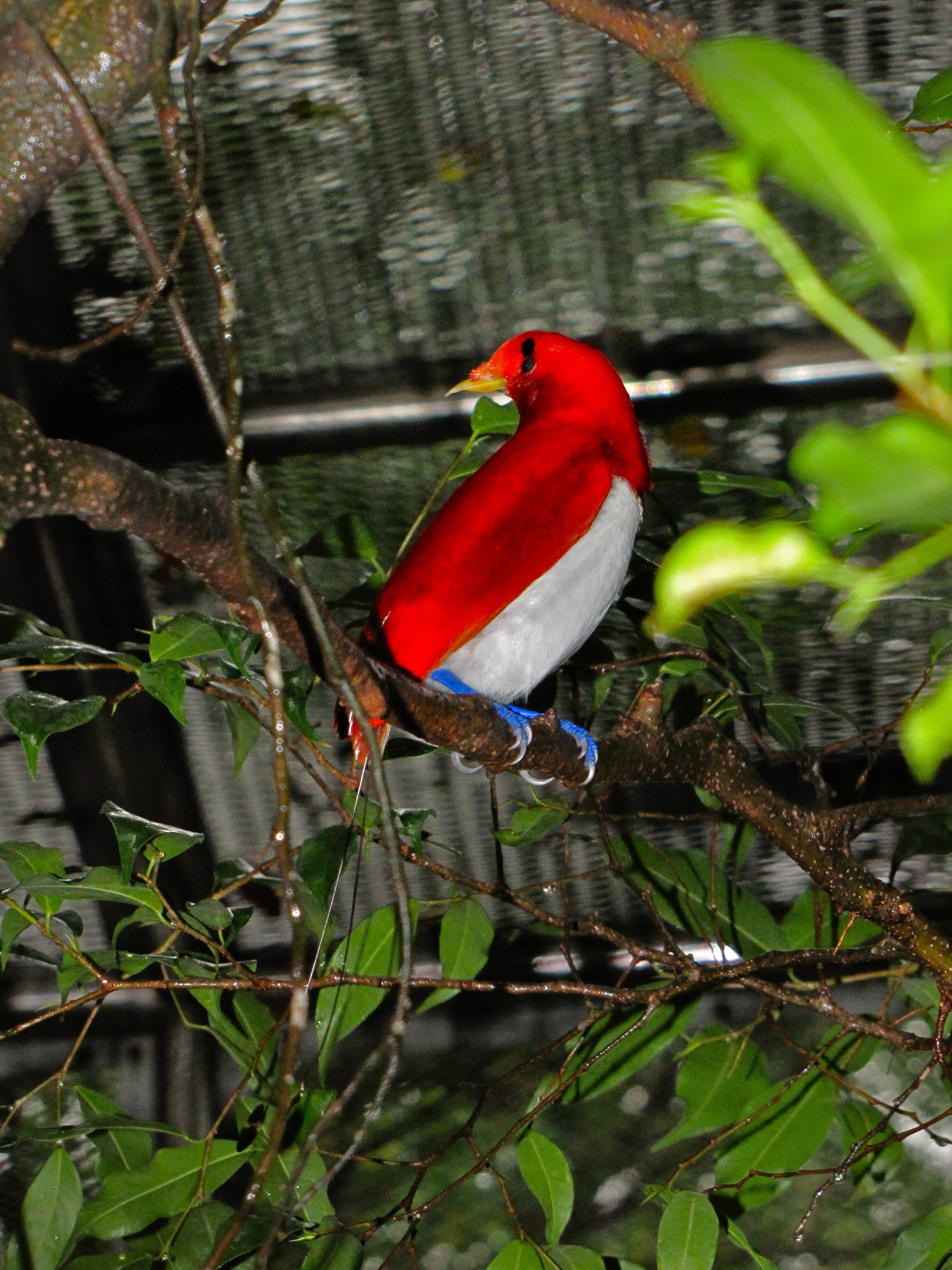
نگاره‌ای از مرغ بهشتی شاهی در باغ پرندگان کوالالامپور

مرغ بهشتی شاهی (نام علمی: Cicinnurus regius) نام یک گونه از سرده دم‌داسی‌ها است.